# Nihonkóki
Nihonkóki (japonsky 日本後紀) je japonský historický text sepsaný na císařskou objednávku. Byl dokončen v roce 840 a je třetím ze šesti národních japonských historických děl nazývaných souhrnně Rikkokuši (六国史, Šest státních kronik), v nichž byly dějiny Japonska dovedeny až do roku 887. Předchází jej kronika Šoku Nihongi a následuje po něm Šoku Nihonkóki. Nihonkóki pokrývá období let 792–833.

## Pozadí
Roku 819 pověřil císař Saga několik dvořanů, aby v návaznosti na Kroniku Japonska (Nihonšoki) a její Pokračování (Šoku Nihongi) sestavili další historický text, který by pokryl následující roky, tedy období od roku 792. Toto dílo bylo posléze nazváno Pozdější kronika Japonska neboli Nihonkóki. Dohled nad jeho sestavováním měli zejména členové rodu Fudžiwarů, a sice Ocugu Fudžiwara, Jošino Fudžiwara a Jošifusa Fudžiwara. Spolu s nimi se na konečné podobě kroniky podílel i Tokiwa Minamoto. Její text byl dokončen v roce 840.
Dílo původně obsahovalo 40 svazků, z nichž však byla většina ztracena během války Ónin v 2. polovině 15. století. Do dnešních dní se dochovalo pouze 10 svazků, a sice svazky č. 5, 8, 12, 13, 14, 17, 20–22 a 24. Chybějící obsah lze částečně doplnit pomocí historického textu Ruidžú Kokuši dokončeného roku 892 učencem Mičizanem Sugawarou. V textu sestaveném na příkaz císaře Udy Sugawara kategorizoval a chronologizoval události uváděné v šesti národních japonských historických dílech (Rikkokuši).

## Obsah
Nihonkóki je psána převážně kanbunem, tedy japonskou formou klasické čínštiny, jak bylo v té době pro formální japonské texty běžné. Zahrnuje vládu čtyř císařů: Kammua, Heizeie, Sagy a Džunny. Text je charakteristický tím, že obsahuje nejen kritiku císařů a úředníků, ale i poezii.